# Henri de Massue, I conde de Galway

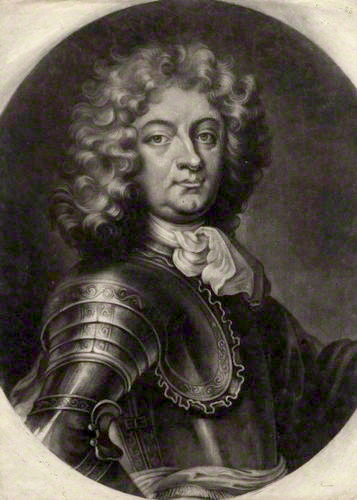
Henri de Massue, Marqués de Ruvigny, conde de Galway.

Henri de Massue, marqués de Ruvigny y conde de Galway (París, 9 de abril de 1648 - 3 de septiembre de 1720), fue un soldado y diplomático francés que participó en la guerra de los Nueve Años y la guerra de sucesión española.
Massue era hijo del primer marqués de Ruvigny, un distinguido diplomático francés, y pariente de Rachel, esposa de Lord William Russell. Como soldado sirvió en el ejército francés bajo las órdenes del vizconde de Turenne, que le tenía en muy alta estima. Debido probablemente a sus vínculos con Inglaterra, fue elegido por Luis XIV para realizar una serie de misiones diplomáticas en la corte de Carlos II con bastante éxito. Sucedió a su padre como general de los hugonotes, tras lo que rechazó el ofrecimiento de Luis XIV de permanecer a su servicio tras la revocación del Edicto de Nantes. En 1690, después de exiliarse junto al resto de los Hugonotes, entró al servicio de Guillermo III de Inglaterra como general en jefe, lo que le costó la confiscación de sus propiedades en Francia.
En julio de 1691 tuvo un papel distinguido en la batalla de Aughrim, y en 1692 fue nombrado comandante en jefe de Irlanda. En noviembre de aquel año fue nombrado Vizconde de Galway y Barón de Portarlington, y recibió concesiones de terreno en Irlanda. En 1693 luchó en Neerwinden (actual Bélgica), donde resultó herido. En 1694, con el rango de teniente general, fue enviado al frente de una fuerza inglesa para asistir al Duque de Saboya contra los franceses, y al mismo tiempo aliviar la presión sobre Vaudois. En 1695 el duque de Saboya cambió sus alianzas y Galway hubo de retirarse a los Países Bajos con sus tropas. Entre 1697 y 1701, un período crítico de la historia irlandesa, el Conde de Galway (recibió el título en 1697) fue nombrado Lord Justicia de Irlanda y se puso al frente de los asuntos de la isla. Tras algunos años de retiro, Massue fue enviado a Portugal en 1704 donde dirigió al ejército aliado hasta la Batalla de Almansa de 1707, en la que fue derrotado por el Duque de Berwick. Su ayudante de campo era Hector François Chataigner de Cramahé, yerno de Jacques de Belrieu, Barón de Virazel.
Tras la derrota, Galway consiguió reunir a duras penas un ejército de refuerzo fresco, y, aunque enfermo, recibió nuevamente el mando. Después de participar en una campaña más, en la que volvió a demostrar su coraje en la lucha, se retiró de la vida activa. Rindió su último servicio en 1715, cuando fue enviado a Irlanda en calidad de Lord Justicia durante la insurrección jacobita. Como la mayor parte de sus propiedades irlandesas habían sido devueltas a sus antiguos propietarios, y todas sus propiedades francesas habían sido confiscadas mucho tiempo atrás, el parlamento le concedió una pensión de 1500 libras anuales. El Marqués de Ruvigny murió soltero y sin descendencia. Sus títulos irlandeses desaparecieron con él, pero no el título de marqués.